# Tinto de verano

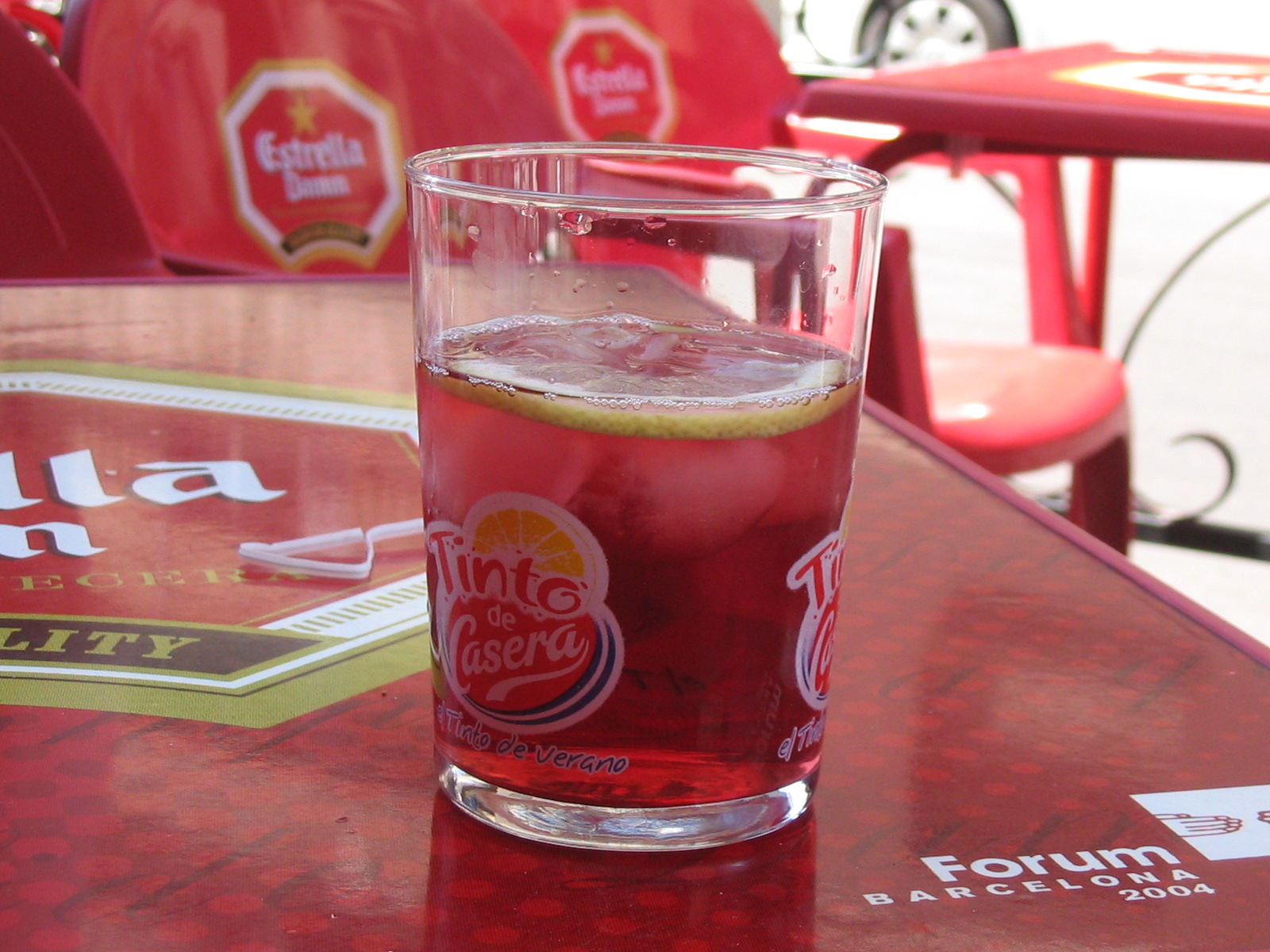
Tinto de verano

Als Tinto de verano [ˈtinto de βeˈɾano] („Sommer-Rotwein“, zu span. [vino] tinto = Rotwein und verano = Sommer) wird in Spanien ein Gemisch aus Rotwein und Gaseosa (Zitronenlimonade) bezeichnet und zählt zu den Sommerweinen.
Tinto de verano wird oft zu Mahlzeiten getrunken. Auch in Restaurants werden dann Rotwein und Gaseosa in Flaschen serviert, so dass der Speisende das Getränk nach eigener Vorliebe mischen kann. Dazu gibt es Eiswürfel. Die Bezeichnung Sommer-Rotwein kommt daher, dass das Getränk an heißen Tagen besonders erfrischend und leichter verträglich ist als unverdünnter Rotwein.
Besonders in Touristengebieten findet man „Tinto de verano“ auch häufig als fertige Mischung im Supermarkt. In der Regel wird er dort ähnlich dem bekannten Sangria in 1,5-Liter-Flaschen verkauft. Allerdings wird dieser oft mit Süßstoffen versehen, was dem Getränk eine unnatürlichere und stärkere Süße verleiht.

## Tinto-de-verano-Variationen
Wenn Tinto de verano in einer Bar bestellt oder zu Hause zubereitet wird, sind zwei Möglichkeiten gängig:
1. Tinto de verano con Limón – Dies ist das klassische Tinto-de-verano-Rezept, bestehend aus Rotwein und Fanta Zitrone oder einer anderen Limonade mit Zitronengeschmack.
2. Tinto de verano con Blanca oder con Casera – Hierbei handelt es sich um Rotwein, gemischt mit Casera Blanca, einer Soda-Marke in Spanien, Tonic Water oder Limonade.